# 溫仁和
溫仁和（1475年—1543年），字民懷，號托齋，四川成都府華陽縣人，明朝政治人物。

## 生平
弘治十五年（1502年）壬戌科進士。選翰林院庶吉士，授編修。以忤劉瑾意，出补户部主事。瑾败，复为编修，进侍读，充经筵讲官。丁继母张夫人忧，服除，进左春坊左谕德兼侍读。
嘉靖初年，八月与翰林院侍读穆孔晖为顺天府乡试考试官，升翰林院侍读学士，三年（1524年）十月升吏部右侍郎，充日讲官如故。五年四月兼翰林院学士，同詹事董玘教习庶吉士。六年五月升本部左侍郎，学士如故，令专理诰敕掌詹事府事，十月请告归省。
嘉靖十一年（1532年）十月起复故官，十五年八月仍充经筵日讲官，十六年六月工部尚书，兼官如故，十七年八月改任禮部尚書兼翰林院學士，掌詹事府事，十八年二月加太子少保。二十年二月任辛丑科會試主考官，九月致仕归乡。嘉靖二十二年（1543年）卒，年六十九，贈太子太保，謚文恪。

## 家族
高祖温子成，仕为四川遂宁知州，因家成都华阳。曾祖溫良，蜀王府奉祠副；祖父溫彥中，蜀府良醫、封監察御史、贈戶部郎中；伯父温琮，官至布政使；父溫璽，河南布政司右參議。母羅氏（封安人 贈宜人）；繼母張氏（封宜人）。
子温颜（舉人）、温颐（舉人）、温穎。